# Regent (vitigno)
Regent è un vitigno ibrido a bacca nera ottenuto incrociando varietà europee e americane. Il vitigno è relativamente nuovo, con una certa resistenza contro le malattie provocate dai funghi (peronospora, oidio). Per questa sua qualità è molto adatto per la coltivazione biologica. In tal caso il vigneto non dovrebbe subire trattamenti se non quelli permessi nella coltivazione biologica.

## Storia
Creato nel 1967 dal Professor Dr. Gerhardt Alleweldt all'istituto di Viticoltura di Geilweilerhof (Palatinato, Germania) tramite l'incrocio della varietà Diana con l'ibrido interspecifico Chambourcin. Le prime piantagioni sperimentali vennero allestite nel 1985. Questo vitigno ha superato tutti i test tecnici ed organolettici effettuati, ad alto potenziale di qualità. Dal 1996, le autorità tedesche l'hanno classificato pari alle varietà Vitis vinifera tradizionali e, da allora, ufficialmente riconosciuto atto a produrre dei vini di qualità, di denominazione di origine controllata in Germania. Si può ottenere un vino secco e leggero, coltivabile nelle condizioni climatiche severe dell'Europa del nord.

## Coltivazione
Il Regent è coltivato in numerosi vigneti europei, in particolare in Germania e nel Regno Unito, e negli Stati Uniti. Si può ottenere un vino secco e leggero, coltivabile nelle condizioni climatiche severe dell'Europa del nord.
Il vitigno Regent è adattato ad un clima fresco. Produce uve di media pezzatura in abbondanti quantità, mostra un portamento eretto e una crescita simile alla vinifera. La maturazione dei frutti avviene a metà/tarda stagione, e la fioritura durante l'ultima settimana di piogge di primavera. I fiori, se bagnati, sono molto sensibili all'infezione da parte di Botrytis, che ne provoca la marcescenza. Questo, insieme alla maturazione tardiva, risultano essere i principali aspetti negativi di questa varietà di vite.

## Vino
Il vino si presenta scurissimo, corposo con tannini ben integrati e moderata acidità. L'affinamento avviene in barrique nuove/vecchie.